# パラークラマ・サムドゥラ
パラークラマ・サムドゥラ（シンハラ語: පරාක්රම සමුද්රය, タミル語: பராக்கிரம சமுத்திரம், 英語: Parakrama Samudra）は、スリランカの古都ポロンナルワにある巨大な貯水池。名称は、「パラークラマの海」という意味。ポロンナルワ王国第5代国王パラークラマバーフ1世の治世下で、首都への給水と外敵からの防衛のため11世紀に建設された。またこの貯水池の建設によって乾期でも農耕が可能になり、ポロンナルワの発展に大きく貢献した。